# Mami Ozaki
Mami Ozaki (尾崎 真実, Ozaki Mami) est une actrice de doublage japonaise née le 22 mars 1982.
Elle est principalement connue pour être la voix japonaise du personnage d'Hana Isuzu.

## Biographie
Mami Ozaki est née le 22 mars 1982 à la préfecture de Chiba.

### Carrière de doubleuse
Elle commence le doublage en 2009 en interprétant la personnage de Kangofu dans Higurashi no Naku Koro ni: Rei.

## Doublage

### Cinéma
- 2016 : Girls und Panzer der Film Special: Arisu War! : Hana Isuzu
- 2017 : Girls und Panzer das Finale: Part I : Hana Isuzu
- 2019 : Girls und Panzer das Finale: Part II : Hana Isuzu
- 2021 : Girls und Panzer das Finale: Part III : Hana Isuzu

### Télévision
- 2009 : Higurashi no Naku Koro ni: Rei : une infirmière
- 2012 : Girls und Panzer : Hanan Isuzu
- 2014 : SoniAni: Super Sonico the Animation : Fuuri Watanuki
- 2014 : Witchcraft Works : Lauren
- 2014 : Girls und Panzer: Kore ga Hontô no Antsio-sen desu! : Hana Isuzu
- 2015 : Durarara!!x2 : un ami de la mère
- 2015 : AOTU Shijie : Abby
- 2016 : Gintama : jeune femme
- 2017 : Andâ naito inâsu: Akuereito : Murayama Hiroha
- 2020 : Oneshota the Animation : Aria

### OVA
- 2021 : Girls und Panzer OVA: Radish War! : Hana Isuzu

### Jeux vidéo
- 2012 : Dies Irae ~Amantes amantes~ : Kasumi Ayase
- 2014 : Girls und Panzer: I Will Master Tankery! : Hana Isuzu
- 2014 : SoniPro: Super Sonico in Production : Fuuri Watanuki
- 2018 : Girls und Panzer: Dream Tank Match : Hana Isuzu

Sources : My Anime List, IMDb, Behindthevoice.com